# Atentado em Nakhon Ratchasima
O atentado em Nakhon Ratchasima foi um tiroteio em massa que ocorreu em Nakhon Ratchasima, na Tailândia, conhecida coloquialmente como Korat, entre 8 e 9 de fevereiro de 2020. Um soldado do Exército Real Tailandês matou 29 pessoas e feriu 58 outras antes de ser baleado e morto pelas forças de segurança.
O ataque começou quando o criminoso atirou e matou seu comandante e outros dois no campo militar de Surathamphithak (ค่าย สุร ธรรม พิทักษ์), a base onde ele estava localizado. O suspeito então roubou armas e um HMMWV militar e dirigiu até o shopping Korat do Terminal 21, que tinha um grande número de compradores devido ao feriado Māgha Pūjā, onde começou a atirar contra os compradores. No caminho para o shopping, ele também disparou contra várias pessoas na estrada e no Wat Pa Sattha Ruam, um templo budista. Durante o ataque, o suspeito postou atualizações e compartilhou uma transmissão ao vivo em sua conta do Facebook. É o tiroteio em massa mais mortal da história da Tailândia.

## Casa e acampamento militar de Surathamphithak
O tiroteio começou por volta das 15h30, horário local, de 8 de fevereiro de 2020, em uma casa, onde o atirador chegou para discutir uma disputa de propriedade com seu comandante, coronel Anantharot Krasae. O atirador o confrontou, roubou sua arma e o matou a tiros. Ele então matou a sogra do comandante.  Posteriormente, o atirador foi para a base do exército de Surathamphitak, onde trabalhou e invadiu o campo, roubando de um posto de guarda e do arsenal do acampamento dois rifles de assalto Tipo 11 (uma variante do HK33), uma metralhadora M60 e 776 cartuchos de munição,  matando um soldado no processo. Ele então roubou um Humvee e feriu o motorista. O atirador escapou da base e abriu fogo contra dois policiais e dois civis, ferindo-os. Os policiais sofreram vários ferimentos de bala nas pernas e nas costas. 